# Val-d'Izé
Val-d'Izé é uma comuna francesa na região administrativa da Bretanha, no departamento Ille-et-Vilaine. Estende-se por uma área de 44,17 km². Em 2010 a comuna tinha 2 641 habitantes (densidade: 59,8 hab./km²).